# Sân vận động Yokohama
Sân vận động Yokohama (横浜スタジアム Yokohama Sutajiamu) là một sân vận động bóng chày ở Naka-ku, Yokohama, Nhật Bản. Sân đã mở cửa vào năm 1978 và có sức chứa 30.000 người.

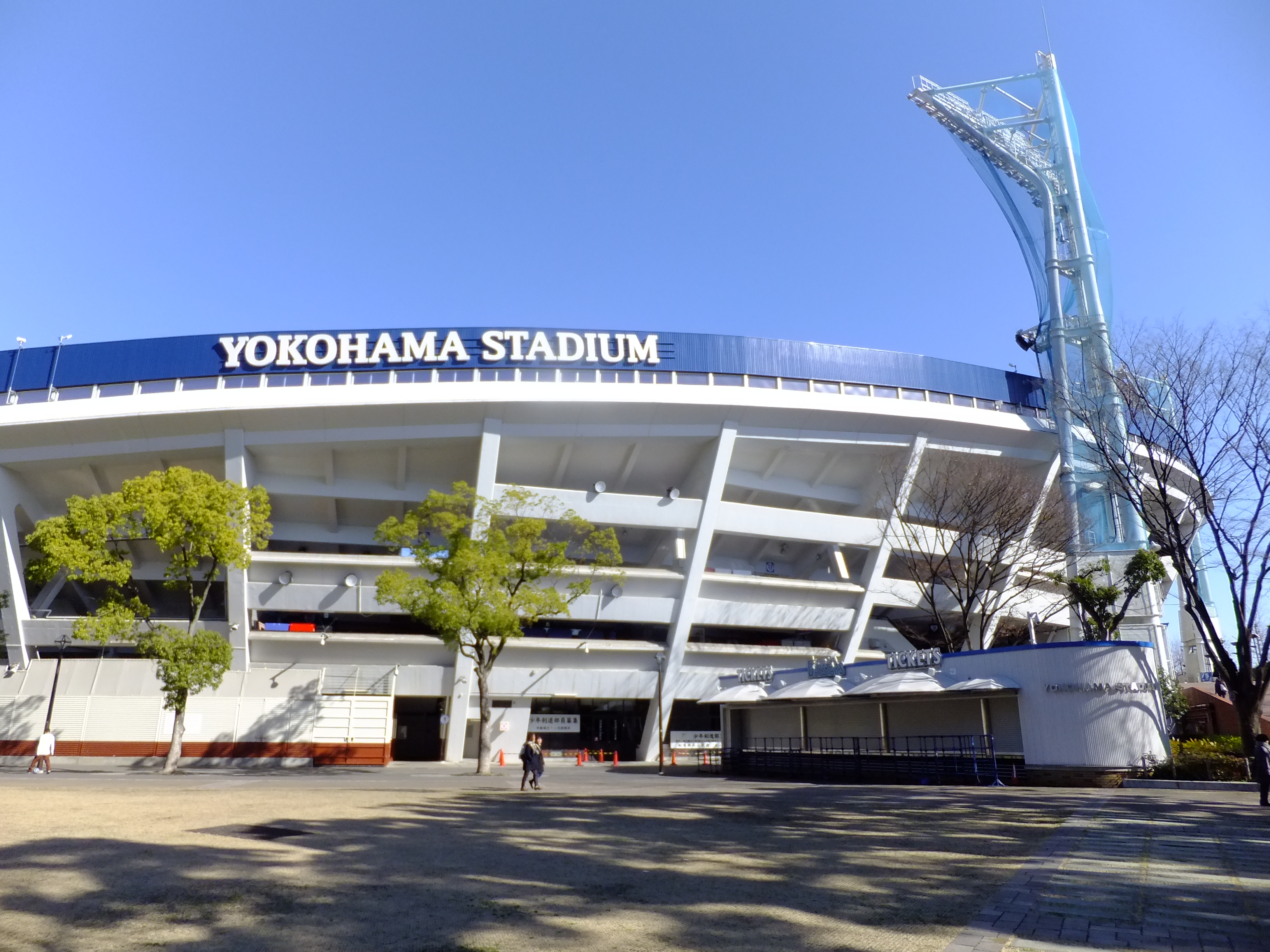
Ngoại thất sân vận động Yokohama (Tháng 2 năm 2015)

Sân chủ yếu được sử dụng cho bóng chày và là sân nhà của Yokohama DeNA BayStars. Sân vận động có nền đất xung quanh các luỹ và gò ném bóng, nhưng hầu hết phần đất khu vực sân trong (bao gồm đường chạy giữa các luỹ) được trải cỏ nhân tạo màu đất. Toàn bộ sân cỏ còn lại là cỏ nhân tạo.
Sân đã tổ chức một trận đấu bóng đá kiểu Úc và thu hút đám đông lớn thứ hai cho một sự kiện như vậy bên ngoài nước Úc.

## Môn thể thao

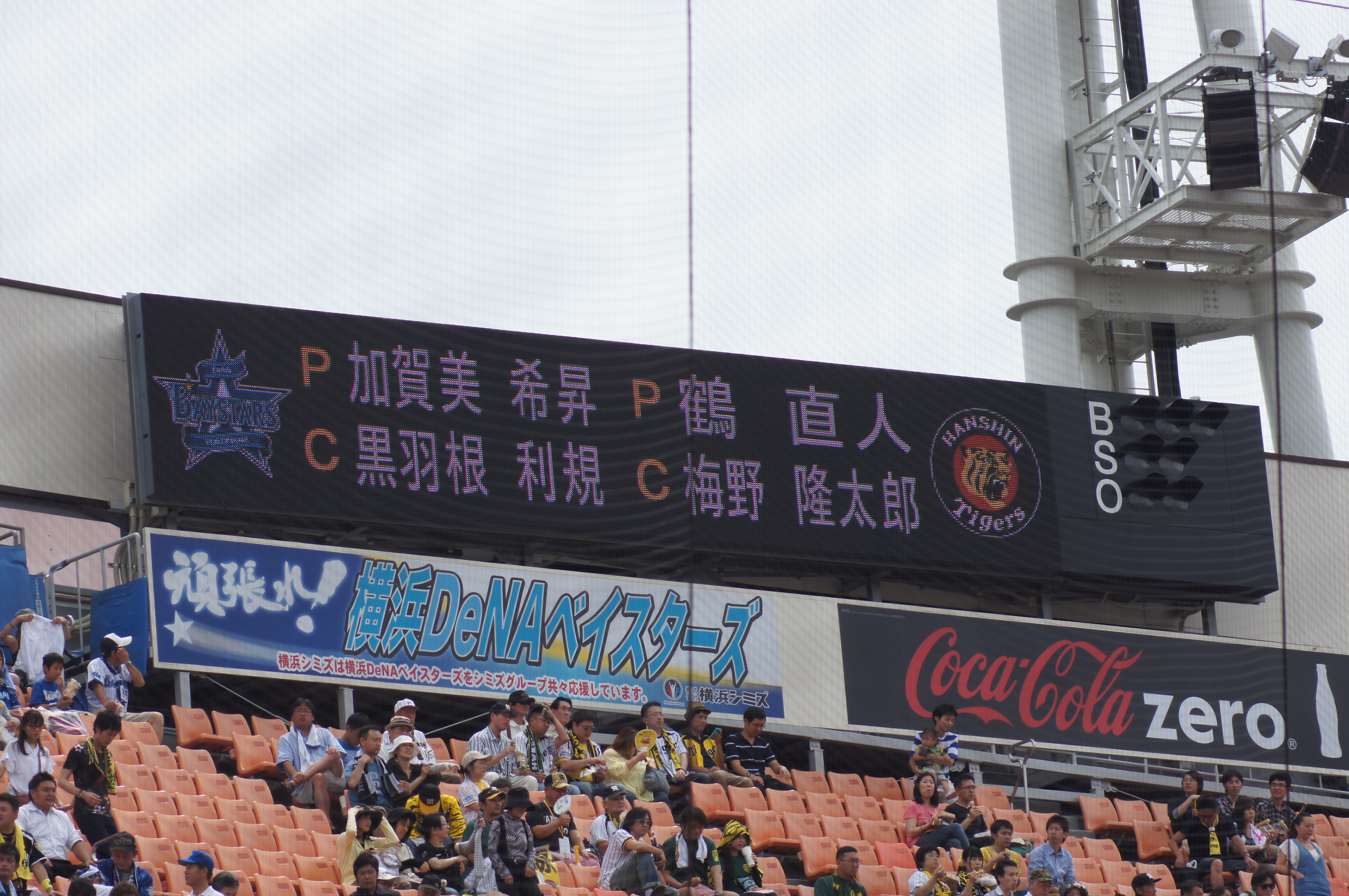
Bảng điểm sân vận động nhỏ

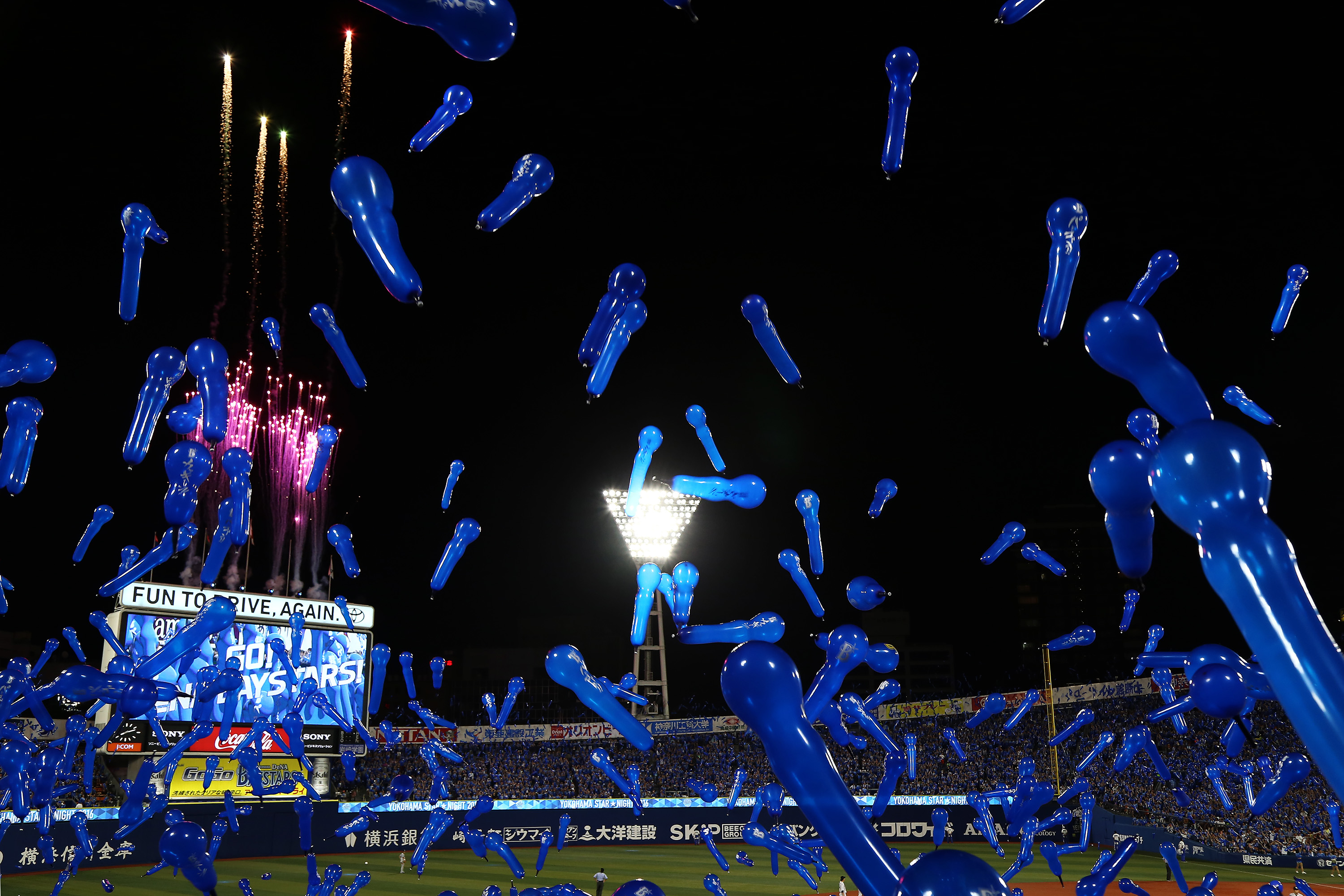
Người hâm mộ thả bóng bay trong hiệp thứ 7

Đây là địa điểm tổ chức thi đấu môn bóng chày và bóng mềm tại Thế vận hội Mùa hè 2020. Tuy nhiên, do các biện pháp hạn chế của Thế vận hội trong đại dịch COVID-19, hai môn trên đã thi đấu tại đây trong tình trạng không có khán giả.